# Fanny Brice
Fanny Brice (New York, 29 oktober 1891 - Hollywood, 29 mei 1951) was een Amerikaanse actrice, zangeres en model, wier leven verfilmd werd in 1968 in Funny Girl.

## Levensloop en carrière
Brice werd geboren als Fania Borach. Brice had twee zussen en een broer, die als Lew Brice bekend werd. Lew Brice was de eerste echtgenoot van Mae Clarke. Brice stopte in 1908 met school om te werken in de burlesque revue. Ze werd in 1910 gecontacteerd door Florenz Ziegfeld om mee te spelen in zijn revue Ziegfeld Follies. Brice werd erg populair in deze revue.
Later verscheen Brice ook in films zoals Everybody Sing (1938) met Judy Garland. Ze verscheen ook in de film uit 1936, die over de revue van de Ziegfeld Follies handelde: The Great Ziegfeld. Brice speelde zichzelf. De rol van Ziegfeld werd gespeeld door William Powell. In 1946 verscheen een nieuwe film onder de naam Ziegfeld Follies.
Van 1936 tot haar dood in 1951 acteerde ze in radioshows zoals The Ziegfeld Follies on Air en The Baby Snooks Show. Brice overleed in 1951 op 59-jarige leeftijd. Ze was driemaal gehuwd en had twee kinderen. Ze is begraven op Westwood Village Memorial Park Cemetery.